# Svarttofsad myrtörnskata
Svarttofsad myrtörnskata (Sakesphorus canadensis) är en fågel i familjen myrfåglar inom ordningen tättingar.

## Utseende
Svarttofsad myrtörnskata är en praktfull fågel. Hanen har svart huvud med vitt i nacken, vit buk, brun rygg och tydliga vita fläckar på vingen. Honan är beigefärgad med svart stjärt, roströd hjässa och beigefärgade vingband. Båda könen har en buskig huvudtofs. 

## Utbredning och systematik
Svarttofsad myrtörnskata förekommer i norra Sydamerika och delas in i fem underarter med följande utbredning:
- S. c. intermedius – östra Colombia och Venezuela norr om Orinocofloden
- S. c. fumosus – sydvästra Venezuela (södra Amazonas) och nordligaste Brasilien
- S. c. trinitatis – nordöstra och södra Venezuela, Trinidad och Guyana
- S. c. canadensis – Surinam och längs kusten av Franska Guyana
- S. c. loretoyacuensis – sydöstligaste Colombia till nordöstra Peru

Tidigare inkluderades strimpannad myrtörnskata (S. pulchellus) i arten.

## Levnadssätt
Svarttofsad myrtörnskata är en rätt vanlig fågel i öppet skogslandskap och buskmarker. Den ses vanligen i par som rör sig genom vegetationens nedre och mellersta skikt. 

## Status
IUCN kategoriserar den som livskraftig.